# Quincena de Cineastas
La Quincena de Cineastas (hasta junio de 2022, Quincena de Realizadores) es una sección independiente que se desarrolla en el Festival de cine de Cannes. Empezó en 1969 por el gremio francés de realizadores  después de los acontecimientos de mayo de 1968 en Francia por los que se canceló el Festival de Cannes y como un acto de solidaridad con los trabajadores que hacían huelga.
La Quincena de Cineastas exhibe un programa de cortometrajes, largometrajes y documentales de todo el mundo y permitió descubrir nuevos talentos como Michael Haneke, George Lucas, Ken Loach, los hermanos Dardenne y Spike Lee.

## Dirección artística
La programación es supervisada por un director artístico. Ese cargo lo ocupa actualmente Edouard  Waintrop que ha programado la Quincena de Cineastas desde 2012.
- Olivier Père - 2004-2009
- Frédéric Boyer - 2009-2011
- Edouard Waintrop - 2012-presente

## Premios
- Art Cinema Award
- SACD Prize
- The Europa Cinemas Label Award
- illy Prize

## Documental
- 40x15.Les Quarante Ans de la Quinzaine des Réalisateurs, dirigido por Olivier Jahan, 97 min, 2008 detalles